# CLUTCHO (アルバム)
『CLUTCHO』（クラッチョ）はCLUTCHOの1作目のスタジオアルバムである。

## 概要
2010年11月10日発売。タイトルは自分達のバンド名「CLUTCHO」から。

## 収録曲
全作詞・作曲：YUTO
1. Error
2. Time capsule （OVA「MAJOR ワールドシリーズ編 夢の瞬間へ」メインテーマ）
3. PIERROT
4. NEIGHBORHOOD
5. LOVE SONG
6. BETTY DANCE
7. 光の射すその先へ
8. WENDY
9. Fellows'Hangouts